# الأركان (ذي السفال)

تعديل مصدري - تعديل

الأركان هي إحدى قرى عزلة ذي الحود ومعاين بمديرية ذي السفال التابعة لمحافظة إب، بلغ تعداد سكانها 155 نسمة حسب تعداد اليمن لعام 2004.